# Giorgio Costantino Schinas

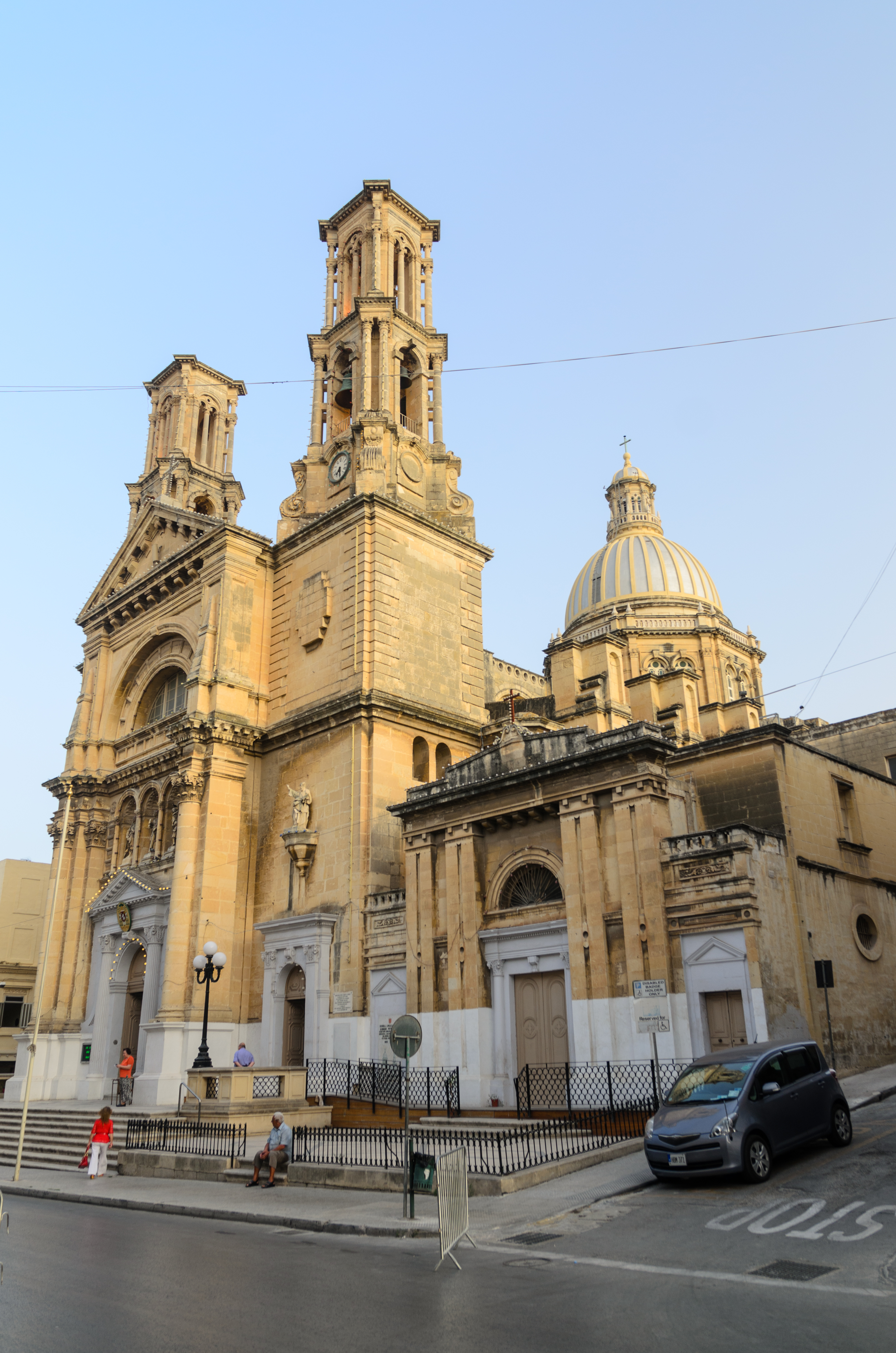
La iglesia parroquial de San Cayetano, Ħamrun

Giorgio Costantino Schinas (1834-1894) fue un arquitecto e ingeniero civil maltés. Sus ascendientes eran griegos.
Nació en La Valeta en 1834, hijo de Costantino Schinas y su esposa Elisabetta Camilleri. Estudió en la Universidad Real de Pavía, la Reale Scuola d'Applicazione degli Ingegneri de Turín y la Universidad de Malta, graduándose como ingeniero civil en 1863. Trabajó en la función pública y fue Superintendente de Obras Públicas desde 1888 hasta su muerte. Se le concedió el título de arquitecto y agrimensor. 
Sus obras más notables son la iglesia parroquial de San Cayetano (1869-1875) en Ħamrun, y una estación de bombeo de agua en Luqa. En  la iglesia parroquial utilizó una combinación de varios estilos arquitectónicos, incluidos el neogótico y el barroco. También planeó una estructura tipo torre de estilo neorrománico en lugar de una cúpula, pero no se construyó.
Schinas también fue profesor de Matemáticas y Física en la Universidad de Malta. Se casó con Marianna Cassar Torreggani. Schinas murió el 27 de junio de 1894.